# Mischa Coolen
Mischa Coolen (12 november 1977) is een voormalig Nederlands langebaanschaatsster. 
Op 26 december 1999 reed Coolen haar laatste race.

## Records

### Persoonlijke records[3]
| Afstand    | Tijd    | Datum           | Baan       |
| ---------- | ------- | --------------- | ---------- |
| 100 meter  | 11,61   | 27 oktober 1999 | Inzell     |
| 300 meter  | 28,01   | 27 oktober 1999 | Inzell     |
| 500 meter  | 43,72   | 5 maart 1999    | Heerenveen |
| 1000 meter | 1.26,85 | 3 maart 1999    | Heerenveen |
| 1500 meter | 2.11,28 | 1 maart 2004    | Heerenveen |
| 3000 meter | 4.37,90 | 9 maart 2000    | Heerenveen |
| 5000 meter | 7.56,71 | 9 maart 2003    | Nijmegen   |